# Thoridae
Thoridae is een familie van kreeftachtigen uit de klasse van de Malacostraca (hogere kreeftachtigen).

## Geslachten
- Birulia Bražnikov, 1903
- Eualus Thallwitz, 1891
- Heptacarpus Holmes, 1900
- Lebbeus White, 1847
- Paralebbeus AJ Bruce & Chace, 1986
- Spirontocaris Spence Bate, 1888
- Thinora Bruce, 1998
- Thor Kingsley, 1878

Niet geaccepteerde geslacht:
- Thoralus Holthuis, 1947 → Eualus Thallwitz, 1891